# كلير سيمبسون
كلير سيمبسون (بالإنجليزية: Claire Simpson)‏ هي مونتيرة بريطانية، ولدت في القرن العشرين.

## وصلات خارجية
- كلير سيمبسون على موقع IMDb (الإنجليزية)
- كلير سيمبسون على موقع قاعدة بيانات الأفلام العربية
- كلير سيمبسون على موقع ألو سيني (الفرنسية)
- كلير سيمبسون على موقع أول موفي (الإنجليزية)
- كلير سيمبسون على موقع قاعدة بيانات الأفلام السويدية (السويدية)
- كلير سيمبسون على موقع قاعدة بيانات الفيلم (الإنجليزية)
- كلير سيمبسون على موقع كينوبويسك (الروسية)